# Schoenobius dodatellus
Schoenobius dodatellus là một loài bướm đêm trong họ Crambidae.